# Parigi-Roubaix 1943
La Parigi-Roubaix 1943, quarantunesima edizione della corsa, si svolse il 25 aprile 1943 su un percorso di 250 km con partenza da Saint-Denis e arrivo a Roubaix. Fu vinta dal belga Marcel Kint, giunto al traguardo con il tempo di 6h01'32" alla media di 41,490 km/h davanti al connazionale Jules Lowie e al francese Louis Thiétard. Conclusero la prova 52 dei 120 ciclisti al via.

## Squadre e corridori partecipanti
Si iscrissero alla prova 138 ciclisti, in rappresentanza di 11 squadre di marca o come ciclisti (professionisti o "aspiranti") iscritti a titolo individuale. Di questi, presero il via in 120.
| N.    | Cod. | Squadra                     |
| ----- | ---- | --------------------------- |
| 1-11  | -    | Alcyon-Dunlop               |
| 12-14 | -    | La Française-Diamant-Dunlop |
| 15-30 | -    | Mercier-Hutchinson          |
| 31-45 | -    | Dilecta-Wolber              |
| 46-48 | -    | Génial Lucifer-Hutchinson   |
| 49-63 | -    | Helyett-Hutchinson          |
| 64-68 | -    | France Sport-Wolber         |

| N.      | Cod. | Squadra                    |
| ------- | ---- | -------------------------- |
| 69-84   | -    | Europe-Dunlop              |
| 85-90   | -    | Métropole-Dunlop           |
| 91-95   | -    | Rhonson-Dunlop             |
| 96-97   | -    | Ray-Dunlop                 |
| 101-112 | -    | Individuali professionisti |
| 115-145 | -    | Individuali aspiranti      |

## Ordine d'arrivo (Top 10)
| Pos. | Corridore            | Squadra     | Tempo    |
| ---- | -------------------- | ----------- | -------- |
| 1    | Marcel Kint          | Mercier     | 6h01'32" |
| 2    | Jules Lowie          | Mercier     | s.t.     |
| 3    | Louis Thiétard       | Métropole   | s.t.     |
| 4    | Achiel Buysse        | Dilecta     | s.t.     |
| 5    | Albert Sercu         | Dilecta     | s.t.     |
| 6    | Camille Danguillaume | Ind. aspir. | a 36"    |
| 7    | Lucien Le Guével     | Dilecta     | s.t.     |
| 8    | Briek Schotte        | Europe      | a 2'00"  |
| 9    | René Adriaenssens    | Helyett     | a 2'51"  |
| 10   | Joseph Goutorbe      | Helyett     | s.t.     |